# Pige fra Connemara
Pige fra Connemara (eng: Connemara Girl) er et oliemaleri fra 1868 af den irske maler Augustus Nicholas Burke. Maleriet er udstillet på Det irske nationalgalleri i Dublin.
Maleriet, en af de mest karakteristiske malerier fra Irland, forestiller en ung, barfodet gedehyrdepige nær kysten, hun bærer i sine arme et bundt grene. Maleriet er et af mange som Burke lavede over dagligdagen omkring hans hjemstavn Connemara.
| Kunst | Spire Denne artikel om kunst er en spire som bør udbygges. Du er velkommen til at hjælpe Wikipedia ved at udvide den. |